# خیش (استخوان)
استخوان خیش (Vomer) یکی از استخوان‌های یک‌دانه‌ای جمجمه است. خیش بخش پشتی (خلفی) زیرین، تیغه بینی را ایجاد می‌کند.
خیش استخوانی نازک و پهن، و به شکل متوازی‌الأضلاع است که دارای دو سطح طرفی و چهار کنار فوقانی، تحتانی، قدامی، خلفی می‌باشد.
سطوح طرفی تقریباً صاف بوده دارای شیارهایی برای گذر رگ‌ها و عصب‌ها است.
خیش در خط میان‌پیکانی midsagittal line قرار گرفته و با استخوان‌های پروانه‌ای (اسفنوئید)، پرویزنی (اتموئید)، کامی (پالاتین) چپ و راست، و بَرواره‌ای (ماگزیلاری) چپ و راست مفصل می‌شود.

## استخوانی شدن
استخوان خیش به توسّط دو مرکز استخوان‌سازی که در صفحه غضروفی دیواره میانی بینی در طی هفته هشتم زندگی درون‌رحمی ایجاد می‌شود ساخته می‌شود، هریک از این مراکز ایجاد یک تیغه استخوانی می‌کند. در سنین بلوغ این دو تیغه استخوانی به هم جوش می‌خورند، ولی آثار دوتایی بودن آن بر روی کنار فوقانی استخوان به صورت بال‌های خیش مشهود است.